# 高鳞毛蕨
高鳞毛蕨（学名：Dryopteris simasakii）为鳞毛蕨科鳞毛蕨属下的一个种。